# Encyrtus sasakii
Encyrtus sasakii är en stekelart som beskrevs av Ishii 1928. Encyrtus sasakii ingår i släktet Encyrtus och familjen sköldlussteklar. Inga underarter finns listade i Catalogue of Life.